# Alejandro Palacios
Miguel Alejandro „Pikolín” Palacios Redorta (ur. 6 marca 1981 w mieście Meksyk) – meksykański piłkarz występujący na pozycji bramkarza.
Jego brat bliźniak Marco Antonio Palacios również był piłkarzem.

## Kariera klubowa
Palacios pochodzi ze stołecznego miasta Meksyk i jest wychowankiem akademii juniorskiej tamtejszego klubu Pumas UNAM, do której zaczął uczęszczać na treningi jako szesnastolatek. Początkowo występował na zasadzie półrocznego wypożyczenia w drugoligowej filii zespołu – Albinegros de Orizaba, po czym został włączony do pierwszej drużyny Pumas przez szkoleniowca Hugo Sáncheza. W meksykańskiej Primera División zadebiutował 17 maja 2003 w przegranym 0:1 spotkaniu z Morelią; nie potrafił sobie jednak wywalczyć sobie miejsca w wyjściowym składzie i przez kolejne osiem lat pozostawał wyłącznie rezerwowym dla doświadczonego Sergio Bernala, rywalizując wyłącznie o miano drugiego bramkarza z Odínem Patiño i występując głównie w drugoligowych rezerwach o nazwie Pumas Morelos. Mimo sporadycznych występów w lidze w kolejnych latach zanotował jednak z Pumas serię sukcesów zarówno na arenie krajowej, jak i międzynarodowej.
W wiosennym sezonie Clausura 2004 Palacios zdobył ze swoją ekipą tytuł mistrza Meksyku i sukces ten powtórzył również pół roku później, podczas jesiennych rozgrywek Apertura 2004. W tym samym roku wywalczył też superpuchar Meksyku – Campeón de Campeones. W 2005 roku zajął natomiast drugie miejsce w superpucharze, a także dotarł do finału zarówno najbardziej prestiżowych rozgrywek północnoamerykańskiego kontynentu – Pucharu Mistrzów CONCACAF, jak i drugiego co do ważności w Ameryce Południowej turnieju Copa Sudamericana. W sezonie Apertura 2007 osiągnął z Pumas wicemistrzostwo kraju, natomiast w rozgrywkach Clausura 2009 zdobył z ekipą prowadzoną przez Ricardo Ferrettiego swoje trzecie mistrzostwo Meksyku. Podstawowym golkiperem swojej ekipy został jednak dopiero w styczniu 2011, po zakończeniu kariery przez klubową legendę i swojego konkurenta – Sergio Bernala. W rozgrywkach Clausura 2011, mając już niepodważalne miejsce w wyjściowej jedenastce, wywalczył z Pumas czwarty w swojej karierze tytuł mistrza Meksyku.
W listopadzie 2014 Palacios doznał poważnej kontuzji barku, w wyniku której musiał przejść operację i był niezdolny do gry przez kolejne siedem miesięcy. Po rekonwalescencji powrócił do wyjściowego składu i w sezonie Apertura 2015, jako czołowy bramkarz ligi, zdobył z Pumas tytuł wicemistrzowski.

## Statystyki kariery

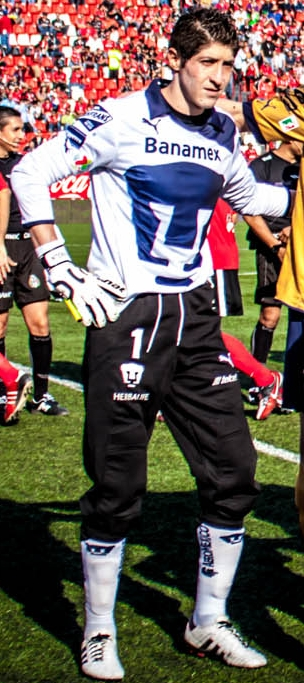
Palacios jako zawodnik Pumas przed ligowym spotkaniem z Tijuaną (0:1) w sierpniu 2012

| Albinegros | 2002–2003 | Meksyk | Ascenso MX | 9   | 0 | — | — | —             | —  | — | 9   | 0 |
| UNAM       | 2002–2003 | Meksyk | Liga MX    | 1   | 0 | — | — | —             | —  | — | 1   | 0 |
| UNAM       | 2003–2004 | Meksyk | Liga MX    | 0   | 0 | — | — | —             | —  | — | 0   | 0 |
| UNAM       | 2004–2005 | Meksyk | Liga MX    | 2   | 0 | — | — | —             | —  | — | 2   | 0 |
| UNAM       | 2005–2006 | Meksyk | Liga MX    | 0   | 0 | — | — | —             | —  | — | 0   | 0 |
| UNAM       | 2006–2007 | Meksyk | Liga MX    | 0   | 0 | — | — | —             | —  | — | 0   | 0 |
| UNAM       | 2007–2008 | Meksyk | Liga MX    | 0   | 0 | 3 | 0 | —             | —  | — | 3   | 0 |
| UNAM       | 2008–2009 | Meksyk | Liga MX    | 0   | 0 | — | — | LMC           | 4  | 0 | 4   | 0 |
| UNAM       | 2009–2010 | Meksyk | Liga MX    | 6   | 0 | — | — | LMC           | 5  | 0 | 11  | 0 |
| UNAM       | 2010–2011 | Meksyk | Liga MX    | 27  | 0 | — | — | SL            | 1  | 0 | 28  | 0 |
| UNAM       | 2011–2012 | Meksyk | Liga MX    | 34  | 0 | — | — | LMC           | 2  | 0 | 36  | 0 |
| UNAM       | 2012–2013 | Meksyk | Liga MX    | 32  | 0 | 1 | 0 | —             | —  | — | 33  | 0 |
| UNAM       | 2013–2014 | Meksyk | Liga MX    | 36  | 0 | 3 | 0 | —             | —  | — | 39  | 0 |
| UNAM       | 2014–2015 | Meksyk | Liga MX    | 15  | 0 | 1 | 0 | —             | —  | — | 16  | 0 |
| UNAM       | 2015–2016 | Meksyk | Liga MX    | 35  | 0 | — | — | CL            | 8  | 0 | 43  | 0 |
| UNAM       | 2016–2017 | Meksyk | Liga MX    | 0   | 0 | — | — | —             | —  | — | 0   | 0 |
| Ogółem     | Ogółem    | Ogółem | Ogółem     | 197 | 0 | 8 | 0 | LMC + SL + CL | 20 | 0 | 225 | 0 |

- LMC – Liga Mistrzów CONCACAF
- SL – SuperLiga
- CL – Copa Libertadores